# Lausana
Lausana (em francês Lausanne [lozan]) é uma cidade na Suíça romanda, a parte francófona da Suíça, e é a capital do cantão de Vaud.  Sede do distrito de Lausana, a cidade está situada às margens do Lago Léman (em francês:  Lac Léman).  Limitada pela cidade francesa de Évian-les-Bains ao sul do lago, com as montanhas Jura a noroeste. Lausana está localizada 62 km a nordeste de Genebra.
Lausana tinha, em 2023, uma população de 149 000, tornando-se a quarta maior cidade do país, com a área de aglomeração com mais de 435 000 habitantes. A Região Metropolitana de Lausana-Genebra possui cerca de 1,2 milhão de habitantes. A sede do Comitê Olímpico Internacional (COI) e o Museu Olímpico estão localizados na cidade, além de inúmeras federações e organismos desportivos estão sediados na cidade – o COI reconhece oficialmente a cidade como a Capital Olímpica – assim como a sede do Tribunal Arbitral do Desporto. Encontra-se no meio de uma região do vinho. A cidade tem um sistema de metro com 15 estações, sendo a menor cidade do mundo a ter um sistema de transporte rápido.
A catedral de Lausana é um dos mais belos monumentos góticos da Suíça.

## História
Os romanos construíram um acampamento militar, a que chamavam Lousana, no local de um assentamento celta, perto do lago, onde atualmente são Vidy e Ouchy; na colina acima, foi um forte chamado Lausoduno ou Lousoduno (em latim: Lausodunum/Lousdunum) Após a queda do Império Romano, a insegurança forçou a transferência de Lausana para o seu centro actual, uma colina, mais fácil de defender. A cidade que surgiu do acampamento foi governada por duques de Saboia e do bispo de Lausana. Pertenceu a Berna de 1536 a 1798, e alguns dos seus tesouros culturais, incluindo as tapeçarias penduradas na Catedral, foram definitivamente removidos. Lausana tem feito uma série de pedidos para recuperá-los.
Após a revogação do Édito de Nantes, em 1685, tornou-se Lausana (junto com Genebra) um lugar de refúgio para os huguenotes franceses. Em 1729 um seminário foi aberto pelo Tribunal de Justiça e Antoine Duplan Benjamin. Em 1750, noventa pastores foram enviados de volta à França para trabalhar clandestinamente; esse número subiria para quatrocentos.  A perseguição terminou em 1787; uma faculdade de teologia protestante foi estabelecida em Montauban em 1808, e o seminário de Lausana foi definitivamente encerrado em 18 de abril de 1812. Durante as Guerras Napoleónicas, o estatuto da cidade mudou; em 1803, tornou-se capital do recém-formado um cantão suíço de Vaud, que se juntou à Federação Suíça.

## História moderna
Em 1964 a cidade sediou a "exposição nacional suíça", mostrando sua confiança recém-encontrada para sediar grandes eventos internacionais. De 1950 a 1970 um grande número de italianos, espanhóis e portugueses imigraram, se estabelecendo principalmente no distrito industrial de Renens e transformando a dieta local.
A cidade tem sido tradicionalmente tranquila, mas no final dos anos 1960 e início dos anos 1970 houve uma série de manifestações, principalmente a juventude confrontada pela polícia. As manifestações ocorreram em protesto contra os altos preços dos serviços de diversão e, desde então, a cidade voltou a seu dia-a-dia tranqüilo, até que o protesto contra as reuniões do G8, em 2003, saísse da normalidade.

## Geografia
A característica mais importante da área geográfica em torno de Lausana é o lago Lemano. Lausana está localizada na encosta sul do planalto suíço, com uma diferença de altitude de cerca de 500 metros entre as margens do lago em Ouchy e sua margem ao norte da fronteira francesa Le Mont-sur-Lausanne e Epalinges. Lausana apresenta um panorama dramático sobre o lago e os Alpes.

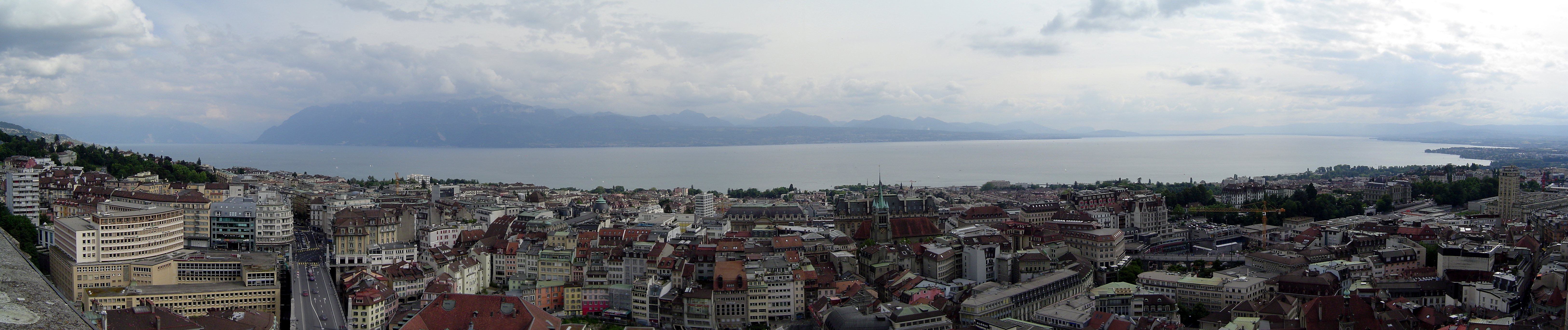
Vista da cidade a partir da Catedral de Lausana

Além de sua disposição geral para o sul, o centro da cidade é o local de um antigo rio, o Flon, que tem sido objeto de estudo, desde o século XIX. O rio forma um desfiladeiro antigo que atravessa o centro da cidade ao sul do centro antigo, em geral seguindo o curso da presente Rue Centrale, com várias pontes de passagem da depressão para ligar os bairros adjacentes. Devido às grandes diferenças de altitude, o visitante deve fazer uma observação de qual caminho deve seguir, para que não esteja no desnível do local em que pretende estar. O nome Flon também é utilizado para a estação de metrô localizada na garganta.
Lausana está localizada no limite entre a extensa carta de vinhos regiões de cultivo de Lavaux (a leste) e de La Côte (a oeste).
A população da área maior de Lausana (Grande Lausana) é de cerca de 316 000 (estimativa de 2007).

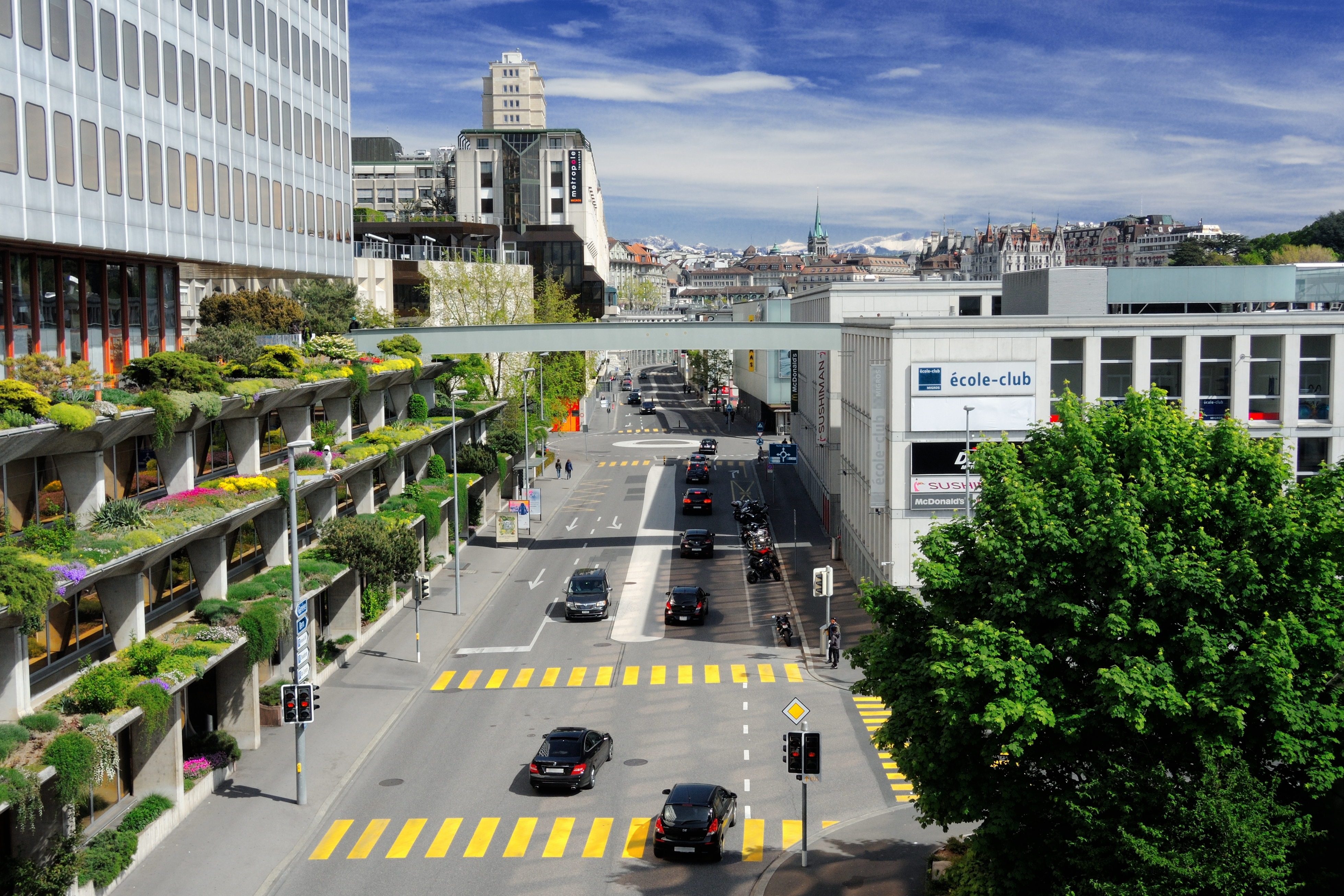
Primavera
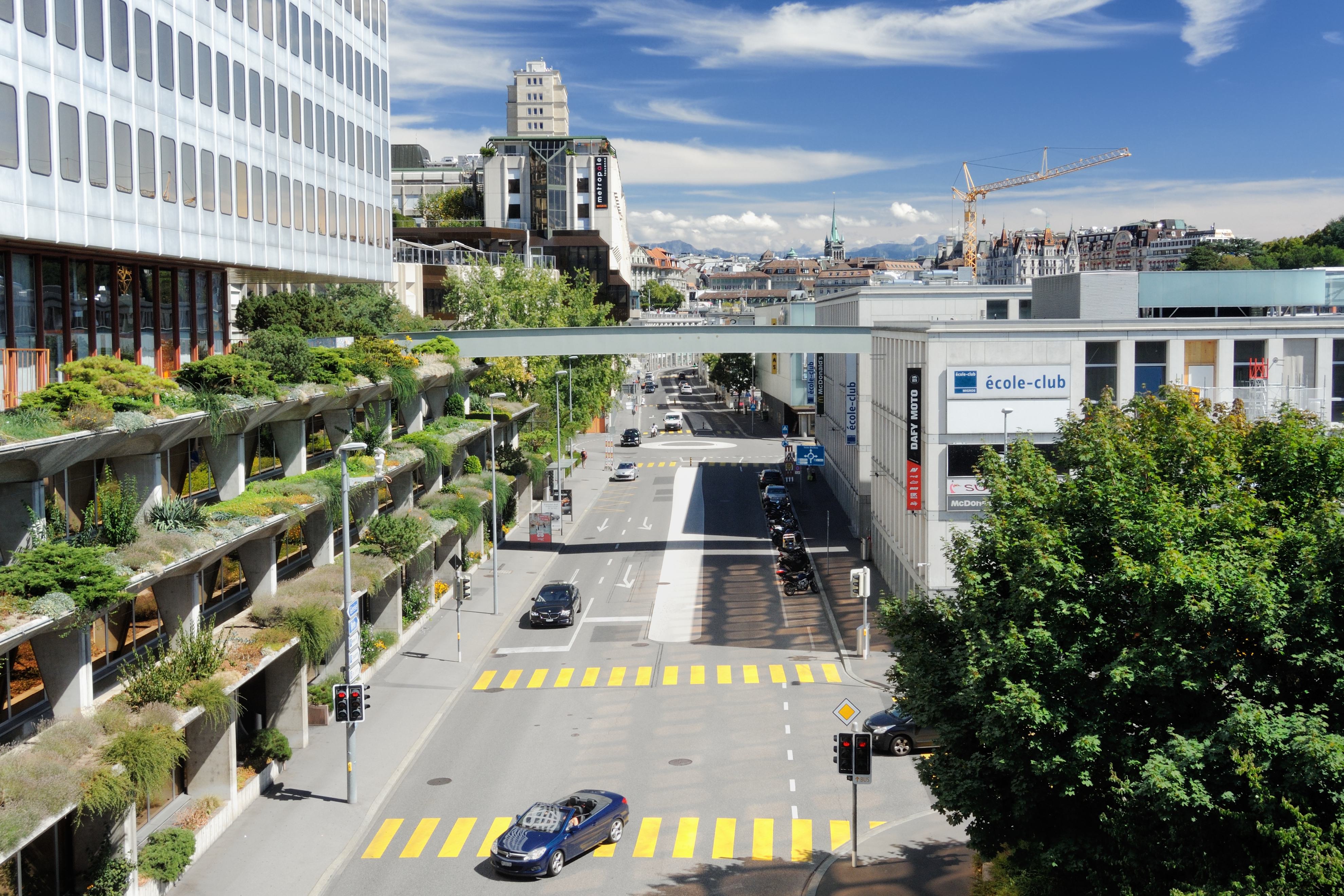
Verão
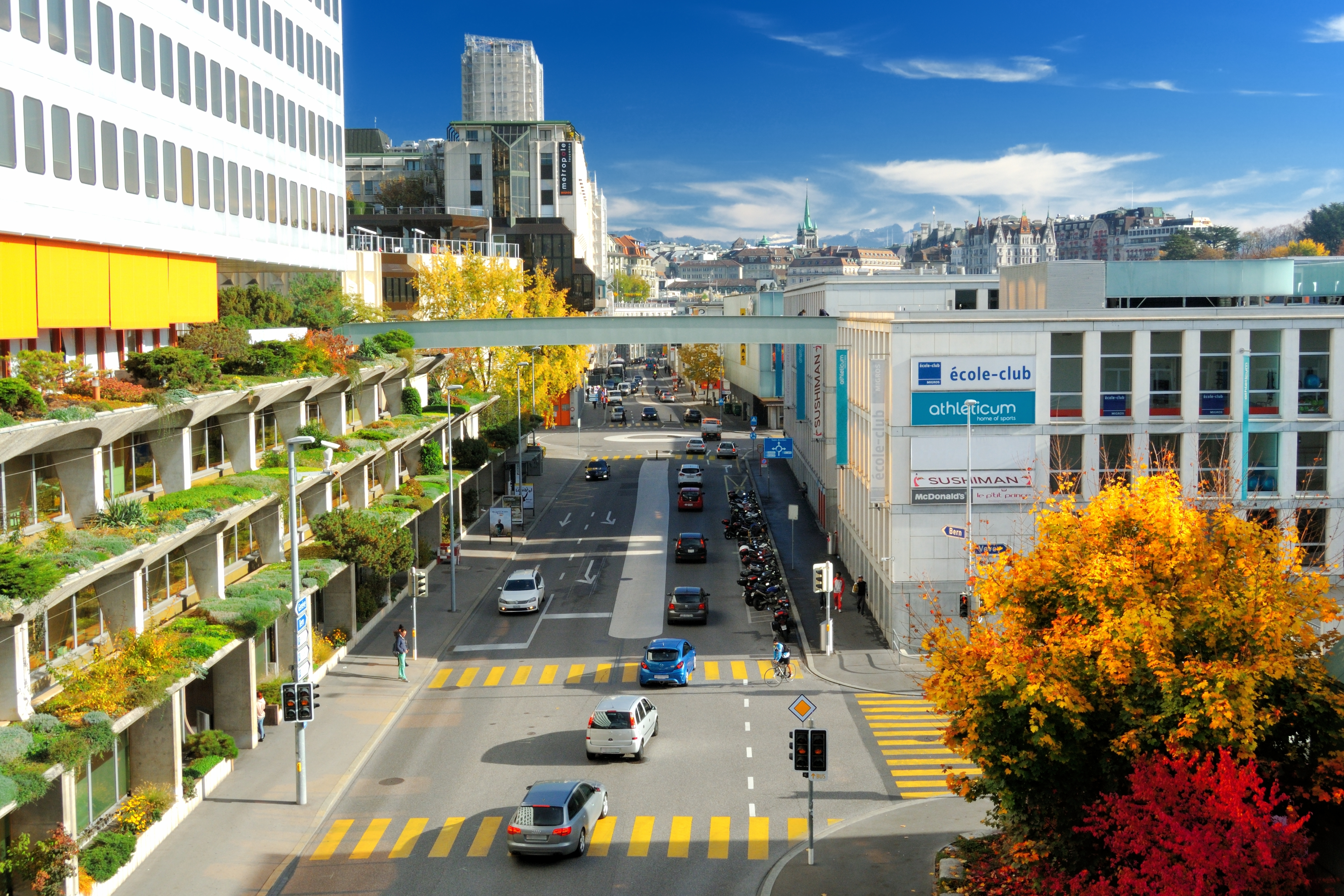
Outono
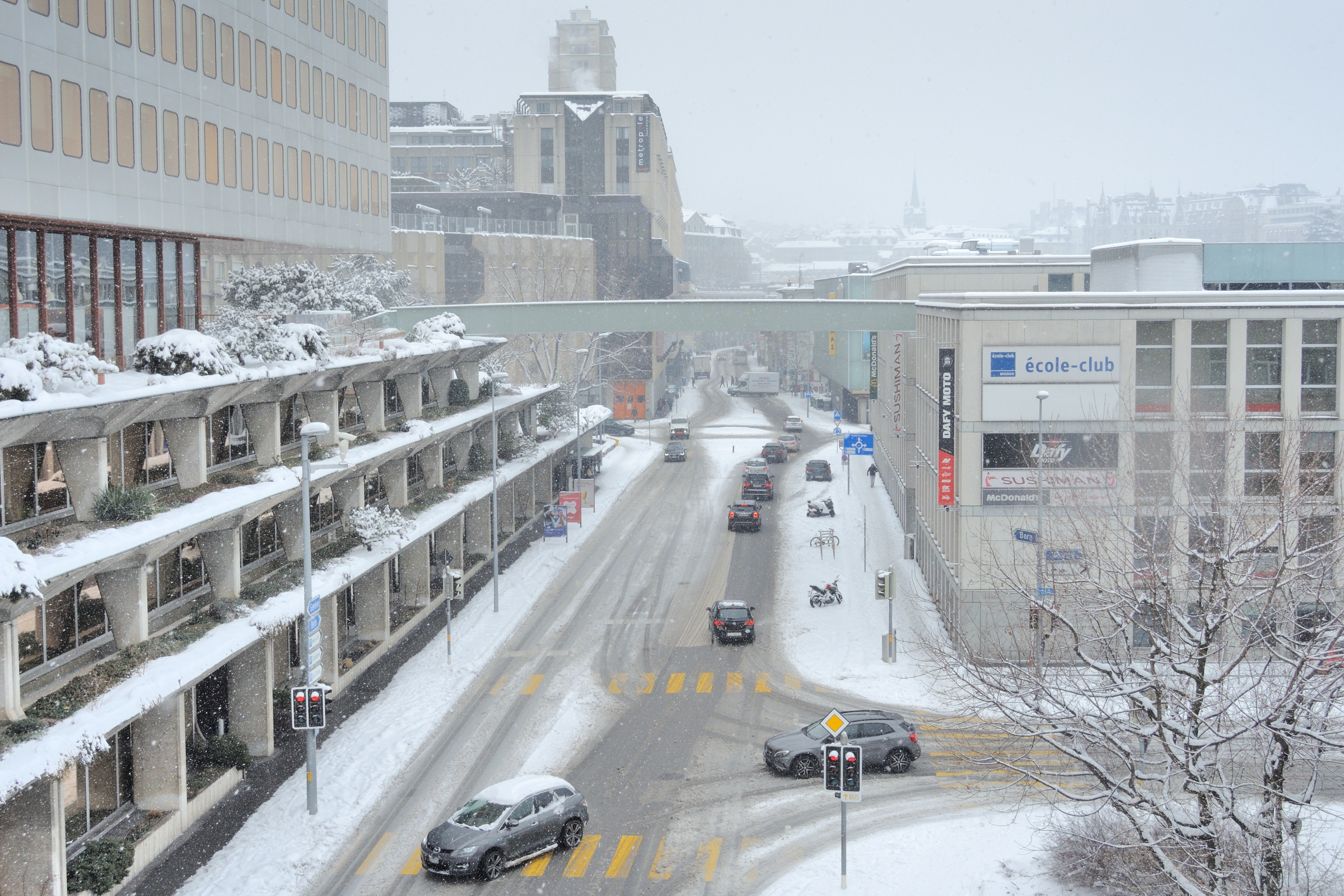
Inverno

## Educação
Além da Escola Politécnica Federal de Lausana (EPFL), fundada em 1853 como Escola Especial de Lausana, correspondente francês do alemão Instituto Federal de Tecnologia de Zurique (ETH Zürich), nesta cidade também se encontra uma das melhores escolas de hotelaria do mundo, a Escola Hoteleira de Lausana, que foi fundada em 1893. O curso ministrado pela instituição é reconhecido como o mais renomado do mundo.
Lausana é um centro de ensino e pesquisa mundial, inclusive sediando algumas das melhores escolas particulares do mundo
- Universidade de Lausana (UNIL)
- Escola Politécnica Federal de Lausana (EPFL)
- Centro Hospitalar Universitário do cantão de Vaud (CHUV)
- Escola Hoteleira de Lausana
- Centro de Negócios Comerciais de Lausana
- Academia Internacional de Ciências e Tecnologia do Esporte
- Escola de Negócios de Lausana
- Instituto International para Desenvolvimento Gerencial

## Monumentos
- Catedral de Lausana